# Detarieae
Tribu
Classification phylogénétique
Les Detarieae sont une tribu de plantes à fleurs de la famille des Fabaceae et de la sous-famille des Caesalpinioideae.

## Liste des genres
Selon NCBI (7 mars 2015) :
- Afzelia
- Amherstia
- Anthonotha
- Aphanocalyx
- Augouardia
- Baikiaea
- Barnebydendron
- Berlinia
- Bikinia
- Brachystegia
- Brandzeia
- Brownea
- Browneopsis
- Colophospermum
- Copaifera
- Crudia
- Cryptosepalum
- Cynometra
- Daniellia
- Detarium
- Dicymbe
- Didelotia
- Ecuadendron
- Elizabetha
- Endertia
- Englerodendron
- Eperua
- Eurypetalum
- Gilbertiodendron
- Gilletiodendron
- Goniorrhachis
- Gossweilerodendron
- Guibourtia
- Humboldtia
- Hylodendron
- Hymenaea
- Hymenostegia
- Icuria
- Intsia
- Isoberlinia
- Julbernardia
- Kingiodendron
- Leonardendron
- Leonardoxa
- Librevillea
- Loesenera
- Lysidice
- Macrolobium
- Maniltoa
- Michelsonia
- Microberlinia
- Neochevalierodendron
- Normandiodendron
- Oddoniodendron
- Oxystigma
- Paloue
- Paramacrolobium
- Pellegriniodendron
- Peltogyne
- Plagiosiphon
- Polystemonanthus
- Prioria
- Saraca
- Schotia
- Scorodophloeus
- Sindora
- Sindoropsis
- Stemonocoleus
- Talbotiella
- Tamarindus avec le tamarinier ;
- Tessmannia
- Tetraberlinia
- Umtiza
- Zenkerella

Selon Legume Phylogeny Working Group (2017):
- Augouardia Pellegr.
- Baikiaea Benth.
- Brandzeia Baill.
- Colophospermum J. Kirk ex J. Léonard
- Copaifera L.
- Daniellia Benn.
- Detarium Juss.
- Eperua Aubl.
- Eurypetalum Harms
- Gilletiodendron Vermoesen
- Guibourtia Benn.
- Hardwickia Roxb.
- Hylodendron Taub.
- Hymenaea L.
- Neoapaloxylon Rauschert
- Peltogyne Vogel
- Prioria Griseb.
- Sindora Miq.
- Sindoropsis J. Léonard
- Stemonocoleus Harms
- Tessmannia Harms